# Hackleburg
Hackleburg est une municipalité américaine située dans le comté de Marion en Alabama.
Selon le recensement de 2010, sa population est de 1 516 habitants. La municipalité s'étend sur 15,28 milles carrés (39,58 km2).

## Démographie
| 1910 | 1920 | 1930 | 1940 | 1950 | 1960 | 1970 | 1980 |
| ---- | ---- | ---- | ---- | ---- | ---- | ---- | ---- |
| 286  | 376  | 628  | 492  | 534  | 527  | 726  | 883  |

| 1990  | 2000  | 2010  | - | - | - | - | - |
| ----- | ----- | ----- | - | - | - | - | - |
| 1 161 | 1 527 | 1 516 | - | - | - | - | - |